# Савицкий, Юлиан Феликсович
Юлиан Феликсович Савицкий (укр. Юліан Феликсович Савицький) (12 апреля 1915 — 5 мая 1945) — украинский националист, диктор Львовского радио, член ОУН, в 1941 году во время немецкой оккупации несколько дней вёл программы Львовской радиостанции им. Евгения Коновальца.

## Биография
Получил образование в народной школе и гимназии во Львове, закончил годичную административно-торговую школу и двухлетнюю школу дикторов при Высшем музыкальном институте имени Николая Лысенко. В 1940 году поступил на факультет украинской филологии Львовского университета, был членом студенческой сети ОУН. Работал диктором Львовской радиостанции.
После отступления советских войск из Львова (июнь 1941) радиостанцию не успели уничтожить, а часть её персонала осталась в городе. По инициативе Ярослава Старуха, группа членов ОУН (б) (в том числе Юлиан Савицкий) завладела студией радиостанции. Радиостанция под названием «Львовская радиовисильня им. Полковника Коновальца» вела круглосуточное вещание с важной информацией и способствовала организации освободительного движения. После принятия 30 июня 1941 во Львове Акта восстановления Украинского государства Савицкий несколько раз передал сообщение об этом.
Арестован гестапо 2 июля 1941.
20 июля 1942 вместе с группой других деятелей ОУН отправлен в концентрационный лагерь Аушвиц (лагерный номер 49741).
25 января 1945 вывезен в концлагерь Эбензее (филиал Маутхаузена). Умер от истощения и голода 5 мая 1945, за день перед освобождением узников концлагеря американцами.